# Baritius eleutheroides
Baritius eleutheroides là một loài bướm đêm thuộc phân họ Arctiinae, họ Erebidae.